# Estação La Paz
A Estação La Paz é uma das estações do Metrô da Cidade do México, situada em La Paz, seguida da Estação Los Reyes. Administrada pelo Sistema de Transporte Colectivo, é uma das estações terminais da Linha A.
Foi inaugurada em 12 de agosto de 1991. Localiza-se na Estrada Federal México-Puebla. Atende o bairro Villas de La Paz. A estação registrou um movimento de 12.410.669 passageiros em 2016.